# 闇の帝王 吸血鬼ドラキュラ
『闇の帝王 吸血鬼ドラキュラ』（やみのていおう きゅうけつきドラキュラ）は、アメリカの怪奇コミック『ドラキュラの墓』（日本では未訳）を原作として1980年8月19日にテレビ朝日系列で放送されたスペシャルアニメ。また、北米では、1983年に『Dracula: Sovereign of the Damned』の英語吹き替え版タイトルとしてケーブルテレビでまばらに放送された。2022年10月31日にKineko Videoは、映画の元の16mmプリントを4Kスキャンでリマスター化され、配信された。
本作の成功を受け、翌年にも同様の怪奇スペシャルアニメ『恐怖伝説 怪奇!フランケンシュタイン』が製作、放映された。

## 放送時間
- 火曜19:00 - 20:51（JST）
  - 前週12日（『マリンスノーの伝説』編成による）同様、『夏休み人気アニメ大行進』（19:00 - 20:00）と『笑アップ歌謡大作戦』（20:00 - 20:54）は休止、20:51 - 20:54には『ミニミニ招待席』を放送。

## ストーリー
現代のある教会で、サタン大王ルシファーを呼び出す黒ミサが行われる。しかしその途中、生贄の女性ドミニに心惹かれ、ドラキュラが乱入した。
彼女と結ばれたドラキュラは、愛の結晶イエナスを授かり人間らしい心を持つように。だが二人は、悪魔主義者やかつてのドラキュラの被害者たちに追われる身となってしまう。

## 登場人物
ドラキュラ
声 - 内海賢二
元ワラキア公国領主。本名はボイエ・ボーデ・ブラッド伯爵で原作とは異なる。豊かな国土と愛する領民を近隣諸国の侵略から守る為、敵兵の遺体を串刺しにして街道に晒し串刺公の異名が付けられた。敵兵の戦意を喪失させる苦肉の策だったが、これが仇となり復讐や功名に駆られた敵兵により命を落とす。生前の残虐な悪名に目を付けたルシファーにより吸血鬼の王として復活させられる。ヨーロッパでヴァンパイアハンターが組織され住み辛くなった為ボストンに移住し、そこで偶然ルシファーの花嫁にされかかっていたドミニに惹かれて奪い去る。ドミニを深く愛した彼は彼女を吸血鬼にする事無く優しく接するが、吸血対象の女性には容赦なく命を奪いヴァンパイアにする非情さを持つ。原作通り蝙蝠の姿になる事が出来る。ルシファーとの戦いで全魔力を失う（十字架を手にして火傷を負うなど人間に戻ったわけでは無い）がイエナスの助言に従い、祖国の居城に戻ると霊気により魔力を取り戻す。クインシーの捨て身の作戦で致命傷を負い、彼と共に居城ごと消え去る。
ドミニ
声 - 鈴木弘子
地位、名声、金に取り付かれた実業家の父親に育てられ、自暴自棄になり、悪魔の花嫁にまでなろうとしていた女性。偶然現れたドラキュラが、ルシファーでない事を知りつつ恋に落ち妻となる。悪魔の力と人間の心の間で苦悩するドラキュラを誰よりも理解し、彼との間に一子イエナスを授かる。イエナスがルペスキーに殺されてから、息子の元に連れて行って欲しいと息子の墓前で神に懇願し続け自決しようとしたところ、それを聞き届けた神によりイエナス復活の奇跡を得る。しかし喜んだのもつかの間、息子の目的が夫を滅ぼす事だと知り愕然とする。
イエナス
声 - 曽我部和行
ドラキュラとドミニの間に生まれた男児。ルペスキーにより一度命を奪われるが、神の力により成人男子として復活し、父ドラキュラを滅ぼす使命を授かる。金色の鷹の姿になったり、目からドラキュラの力を奪う光を出す事が出来る。魔力を失ったドラキュラにトランシルベニヤ（原文通り）に帰れと助言する。ドラキュラの消滅により使命を果たし、元の赤子の姿に戻される。
クインシー・ハーカー
声 - 久松保夫
かつてヘルシング教授と共にドラキュラを滅ぼそうとして返り討ちにあったジョナサン・ハーカーの息子。白髪白ひげの初老の男性で足が不自由な為、車椅子を使用しているが、仕込み杖を自在に扱う等、武術の心得がある。ヴァンパイアハンターのリーダーであり、かなりの資産家でもある。父のみならず、妻と娘もドラキュラの毒牙にかかっており、彼の抹殺に為には命も惜しまない。ドラキュラとの最終決戦で車椅子のスポークに偽装した銀の針で彼に致命傷を負わせ、彼を道づれに車椅子に仕掛けた爆弾で自爆する。
レイチェル・ヴァン・ヘルシング
声 - 小山茉美
ジョナサン・ハーカーと共にドラキュラを滅ぼそうとして返り討ちにあったヴァン・ヘルシング教授の孫娘。ボウガンを扱えば百発百中の腕前を持つ。クインシーの事をおじ様と呼び慕っている。
フランク・ドレイク
声 - 野田圭一
本名フランク・ドレイク・ドラキュラ。ドラキュラが人間時代に残した子孫の末裔。ボストン在住の若者で太極拳の使い手。呪われた血を持つ先祖のドラキュラを憎んでおり、クインシーに10万ドルの報酬でスカウトされヴァンパイアハンターのメンバーに加わる。
サタン大王ルシファー
声 - 柴田秀勝
強大な魔力を持つ地獄界の帝王。自らが闇の帝王として復活させたドラキュラにドミニを奪われた事に怒り、息子が生まれるまでルペスキーに復讐を手控えさせる等陰湿な性格。人間を愛したドラキュラを反逆者として扱い、強大な魔力でドラキュラを泡にして消滅させようとするが、ドミニが持つ愛の力を恐れて退散した為、ドラキュラの全魔力を奪うに留まった。本作品ではサタンとルシファーは同一の存在として扱われている。
ルペスキー
声 - 滝口順平
黒ミサ信徒の司祭。黒ミサの最中は不気味な仮面とカツラをつけている初老の男性。ルシファーの花嫁としてドミニをささげるつもりだったが、偶然現れたドラキュラをルシファーと思い込み花嫁を奪われる失態を犯す。銀の弾丸でドラキュラを滅ぼそうとしたが、かわされてしまい、流れ弾がイエナスの命を奪った為、復讐に駆られたドラキュラにより投げ殺される。
ライラス
声 - 桂玲子
ボストンでドラキュラによりヴァンパイアにされた若い女性。ニューヨークでヴァンパイアとして活動していた。自らをヴァンパイアにしたドラキュラの事を恨んでおり、失った魔力を取り戻す為、血を吸われに訪れたドラキュラに傷を負わせて逃げ去る。
マリサ
声 - 中野聖子
ドラキュラの故郷の墓に眠るドラキュラの元下僕の女性。人間を愛したドラキュラを主人と認めず、トーゴを新たな主人としてドラキュラに反逆する。
トーゴ
声 - 田中康郎
ルシファーにより新たにヴァンパイアの王となった男。ドラキュラ抹殺の使命を受け、決闘の果てに敗れ灰と化す。
神
声 - 石原良
ドミニの願いにより光臨した全能の存在。死んだイエナスの亡骸を墓所から引き上げ、青年の姿に復活させる。ルシファーやドラキュラとは対極の存在であり、彼らを滅ぼす敵としてイエナスを生まれ変わらせるなど、決して慈愛に満ちた存在ではない。
ナレーター
声 - 石原良

## オリジナルサウンドトラック
- 「闇の帝王 吸血鬼ドラキュラ」1980年 コロムビアレコード CQ-7057  作曲：横山菁児 / 演奏：トランシルバニア・バロック・アンサンブル
  - Side A
    1. プロローグ
    2. ドミニのアリア
    3. クインシー･ハーカーのテーマ
    4. バンパイヤハンター
    5. 宿命の星イエナス
    6. ドラキュラのフーガ

  - Side B
    1. トランシルバニアの伝説
    2. 哀しみのドミニ
    3. 愛の誓い
    4. 父と子の対決
    5. 闘い
    6. 悪魔のワルツ
    7. エピローグ

## スタッフ
- 原作 - マーベル・コミックス 『ドラキュラの墓（The Tomb of Dracula）』
- 企画 - 小泉美明（テレビ朝日）、旗野義文（東映動画）、鈴木武幸（東映）
- 脚本 - 山崎忠昭
- 美術 - 秦秀信
- 原画 - 鈴木康彦、山本福雄、富永貞義、小野順三、飯山嘉昌、多田康之、飯野皓、野崎恒中、津野二朗
- 動画チェッカー - 端名貴勇
- 動画 - 清野浩美、池田美雪、斉木美恵子、本間典子、南友子、斉藤純一郎、鈴木弥生、高実子とみ子、斉藤靖子、佐藤恭子、豊島有三、茂木久美子
- 背景 - 松本健治、石垣好春、野崎俊郎、松本邦子、襟立智子、沢田隆夫、有川智子、山崎由美子
- ゼログラフ - 茂木明子
- トレース - 前田峰子
- 彩色 - 高橋達雄
- 特殊効果 - 中島正之
- 仕上検査 - 塚田劭
- 美術進行 - 鳥本武
- 仕上進行 - 平賀豊彦
- 音楽 - 横山菁児
- 演奏 - トランシルバニア・バロック・アンサンブル（コロムビアレコード）
- 録音 - 神原広己
- 音響効果 - イシダサウンド
- クリエイティブコンサルタント - ジーン・ペルク
- 演出助手 - 永丘昭典
- 記録 - 竹沢裕美子
- 撮影 - 白井久男
- 編集 - 田中修
- 現像 - 東映化学
- キャラクターデザイン・作画監督 - 我妻宏
- 演出 - 岡崎稔
- 制作 - テレビ朝日、東映（東映動画）